# Terror Titans
I Terror Titans sono un gruppo di super criminali, personaggi immaginari, dei fumetti della DC Comics. Gruppo speculare dei Teen Titans. Comparvero per la prima volta come squadra in Teen Titans n. 56 del febbraio 2008, sebbene il Re degli Orologi e Dreadbolt comparvero in forma ombrosa solo alla fine del n. 55.
Una serie limitata di Terror Titans, della quale l'artista era Joe Bennett, divisa in sei parti, venne pubblicata nell'ottobre 2008.

## Biografia della squadra
I Terror Titans fecero la loro comparsa nel momento in cui Kid Devil organizzò un party improvviso nella Titans Tower. Dreadbolt, nella sua identità civile, piazzò diversi dispositivi di teletrasporto/sorveglianza intorno alla torre; successivamente fece cadere Kid Devil in un'imboscata, sconfitto e catturato dai Terror Titans. Copperhead, Persuasore e Disruptor quindi si infiltrarono nella Torre e attaccarono Ravager. Nel corso della battaglia, si ruppe un tubo del gas, che esplodendo distrusse una porzione dell'edificio. Disruptor venne inviato per catturare Miss Martian, costringendola a combattere sul ring contro Kid Devil, condizionato dal Re degli Orologi a diventare una bestia selvaggia, per venderlo al Dark Side Club. Il Re degli Orologi tentò di chiudere l'affare con il Boss Dark Side, ma rifiutò, in quanto gli aveva promesso di catturare tutti i Titans. I Terror Titans ritornarono alla base, e Ravanger, che sopravvisse all'esplosione, li seguì. Alla Torre, Robin inviò un messaggio attraverso uno dei dispositivi del Re degli Orologi, messaggio che lo invitava a portare tutti i Titans in una specifica chiesa abbandonata. Nel frattempo, Eddie e M'gann furono imprigionati, scoprendo che anche Fever fu catturata, ed Eddie costretto a salire sul ring per scontrarsi con Hardrock. Quando il resto dei Titans giunse alla chiesa, Dreadbolt e Disruptor teletrasportarono Wonder Girl e Blue Beetle tra le mani dei propri compagni. Robin riuscì a prendere il controllo del Re degli Orologi, solo per scoprire che il suo nemico aveva l'abilità precognitiva di vedere 4,6692 secondi avanti nel futuro. Capace di prevedere ogni mossa del Ragazzo Meraviglia, il Re degli Orologi riuscì a sconfiggere Robin, e si preparò ad accoltellarlo. All'interno dell'arena del Dark Side Club, Eddie, con l'aiuto della telepatia di M'gann, riuscì a uscire dal coma mentale, e fuggirono. Dato che Wonder Girl subì una sonora sconfitta da parte di Disruptor e del Persuasore, Rose la salvò, e Blue Beetle, avendo sconfitto Dreadbolt e Copperhead, si unì a loro per aiutare Robin. Ravager attaccò il Re degli Orologi, solo per scoprire che le abilità del super criminale erano sincronizzate con le sue. Il Re degli Orologi le offrì la possibilità di unirsi a lui, ma lei ne approfittò per sconfiggerlo. Non appena i Titans si prepararono per attaccare in squadra, il Re degli Orologi fuggì, ritornò alla sua base, e iniziò a preparare un nuovo piano.

### Milizia dei Martiri
Qualche tempo dopo, il Re degli Orologi si appropriò del Dark Side Club, con lo scopo di utilizzare i metaumani sotto controllo mentale. Ravager, che accettò l'offerta del suo nemico, aiutò ad addestrare fisicamente i Terror Titans, mentre il Re degli Orologi li addestrava mentalmente. Fecero in modo che Dreadbolt uccidesse suo padre e ne rubasse il nome, riunirono il Persuasore con suo padre, e quindi lo uccisero, mentre Copperhead si prese cura di una combattente ferita di nome TNTeena, guadagnandosi la sua fiducia, per poi ucciderla. Tutto questo era un piano del Re degli Orologi per trasformare i Terror Titans in soldati senza scrupoli. Si scoprì infine che il Re degli Orologi voleva creare una propria Milizia dei Martiri, e di inviarli tutti a Los Angeles, e di fargli distruggere la città solo per divertirsi. Ravager, disgustata, si ribellò ai Terror Titans, e con Miss Martian, messa in lista come una dei combattenti, liberò i metaumani sotto controllo mentale, che si ribellarono contro i Titans. Andarono dal Re degli Orologi per aiuto, ma invece uccise Disruptor lasciando il resto alla pietà dei metaumani liberati. Ravager si confrontò allora contro il Re degli Orologi, e lo sconfisse, sebbene non riuscì a fermarlo mentre stava fuggendo. I tre Terror Titans rimanenti fuggirono dalla custodia tre settimane dopo, giurando di vendicarsi sul Re degli Orologi.

## Personaggi
La squadra acquisì il lascito dei vecchi super criminali, come spiegò McKeever: "Ciò che ho fatto con i Terror Titans fu di creare un gruppo di teenager cattivi, utilizzando l'eredità dei personaggi".
- Re degli Orologi: Leader del gruppo.
- Dreadbolt: Terry Bolatinsky. Figlio del super criminale Bolt.
- Copperhead: Nessuna relazione con il Copperhead originale.
- Persuasore: Donna, presumibilmente una discendente del Persuasore originale. In una specie di paradosso predestinato, utilizza un armamentario simile a quello del suo predecessore, ma che in cambio le toglie l'ascia atomica tipica del Persuasore e l'identità.
- Disruptor: Figlia del criminale interruttore d'energia originale.

Alla fine di Teen Titans n. 60, Ravager lasciò i Teen Titans ma ottenne comunque un ruolo nella serie, sebbene, secondo McKeever, non facesse parte della squadra: "Non sarebbe stato necessariamente tra i Terror Titans, ma è precedente e centrale alla miniserie dei Terror Titans. Sembra veramente che condivida la miniserie con i Terror Titans". Infine, durante la serie fu convinta dal Re degli Orologi a prendere parte del Dark Side Club allenando i Terror Titans, non tramite controllo mentale ma solo con la semplice persuasione, ma mantenendo comunque un suo piano di azione, e nessuno nei Terror Titans si fidò di lei pienamente.